# Fuerzas Aéreas de la República Española
Las Fuerzas Aéreas de la República Española (a veces, abreviadas como FARE) eran la fuerza aérea de la Segunda República Española, aunque éstas estuvieran operativas como tales entre 1936 y 1939.
Popularmente se la conoce como «La Gloriosa». Esta extinta fuerza aérea es muy conocida por su intensa participación durante la guerra civil española, desde el comienzo de la guerra hasta su disolución en 1939, tras la derrota final del Gobierno republicano. Creada como una reorganización de las anteriores fuerzas aéreas republicanas (la Aeronáutica Militar, la Aeronáutica Naval y otras), nacía en el prestigio que habían obtenido los aviones republicanos durante la Defensa de Madrid y más adelante durante su decisiva intervención en la Batalla de Guadalajara contra las formaciones italianas. No obstante, desde la Batalla de Brunete su anterior superioridad se vio minada continuamente hasta la decisiva Batalla del Ebro (julio de 1938), de la cual la Aviación republicana salió en mayor inferioridad frente a la Aviación franquista. A pesar de que en sus últimos tiempos tuvo que combatir en franca inferioridad frente a la Aviación franquista (como también frente a la Legión Cóndor y la Aviación Legionaria), se mostró combativa y siempre activa.
Tras el final de la Guerra, muchos de los aviones de la FARE que habían sobrevivido al conflicto fueron repintados con las insignias y distintivos de la Aviación Nacional (otros lo harían bajo los emblemas de la nueva compañía nacional de Transporte aéreo, Iberia) y siguieron prestando servicios durante muchos más años.

## Historia
Para cuando comenzó la guerra civil española, en esas fechas en España había 400 aviones de distinto tipo: 100 estaban dedicados a labores comerciales, correo o transporte civil, mientras que la Aeronáutica Naval poseía otros 100 aparatos y al final estaban los efectivos de la Aeronáutica Militar. Tras el fracaso del Golpe de Estado y el comienzo de la contienda, eran leales al gobierno unos 200 aparatos y 150 pilotos de combate, mientras que los rebeldes se habían hecho con el control de unos 90 aviones y se les habían unido 90 pilotos militares. Pero muchos de los aviones militares en aquel momento se encontraban en reparación, desarmados o muy desgastados para seguir siendo usados. Debido al envío de material bélico por parte de Italia (que fue descubierto por las autoridades francesas), algunos funcionarios del gobierno de León Blum organizaron el envío de material a los republicanos. Aviones como los bombarderos Potez 54 o los cazas Dewoitine 371 fueron enviados a la zona republicana y recibidos en el aeródromo de Prat de Llobregat (Barcelona). Para el 8 de agosto habían sido enviados unos 70 aviones galos, mientras que entre el 9 de agosto y el 14 de octubre salieron 56 aviones más.
En los primeros meses de la contienda las operaciones aéreas se concentraron en la Sierra de Guadarrama y en el Estrecho de Gibraltar: si bien la aviación republicana tuvo un buen desempeño en los combates al norte de Madrid, esta fue completamente ineficiente con el puente aéreo que los rebeldes establecieron para trasladar al Ejército de África. Además, la llegada de material aéreo dio el dominio de los cielos a los rebeldes, lo que se manifestó con el comienzo de los bombardeos sobre la capital: El 23 de agosto los Junkers Ju 52 alemanes bombardearon el aeródromo de Getafe, y el 25 lo hacían sobre Cuatro Vientos. Los días 27 y 28 de agosto fue bombardeado el centro urbano de Madrid, lo que reflejó la inferioridad en que se encontraban los aparatos republicanos, que también empezaban a estar muy desgastados o anticuados frente a los efectivos ítalo-germanos. Pero entonces iba a producirse un hecho que momentáneamente cambió el curso de la guerra.

### Periodo de hegemonía aérea
El anterior aislamiento diplomático al que se vio condenada la República quedó en parte roto con la intervención de la Unión Soviética por iniciativa de Stalin, que organizó el envío de armamento, pilotos y técnicos para apoyar a las Fuerzas armadas republicanas. En octubre de 1936 comenzaron a llegar a la zona republicana un centenar de aviones soviéticos de primera línea que, en su mayoría, eran los cazas Polikarpov I-15 "Chatos" y Polikarpov I-16 "Mosca", que por entonces eran los más veloces en toda Europa. También llegaron otros aparatos como era el bombardero rápido Tupolev SB-2 "Katiuska" o el avión de ataque Polikarpov R-Z "Natacha". Los soviéticos también organizaron varias escuelas de vuelo y caza, además de organizar cursos de formación en la URSS (unos 800 pilotos españoles aprendieron a volar en la URSS). En el éxito de la defensa de Madrid desempeñaron un papel muy importante los aviones enviados por la Unión Soviética con sus respectivas dotaciones, que entraron en acción nada más iniciarse el asalto a la capital por las tropas sublevadas a principios de noviembre de 1936. Así los 132 cazas soviéticos "Moscas" y "Chatos" disputaron la superioridad aérea a los 117 aviones de la Legión Cóndor alemana y a los cazas italianos, hasta entonces incontestada.
En marzo de 1937 los italianos lanzaron una importante ofensiva el Frente de Guadalajara, aunque el temporal de lluvias pronto retrasó su avance frente. Los republicanos, mientras tanto, se reorganizaron y enviaron refuerzos desde el Frente de Madrid, mientras que la Aviación republicana comenzaba sus ataques sobre las líneas de avance italiana. Los italianos no pudieron ofrecer una buena cobertura aérea a sus divisiones porque sus aeródromos de la provincia de Soria se habían convertido en un lodazal debido las incesantes lluvias, pero los republicanos podían contar con las pistas asfaltadas de su bases aéreas en Barajas, Alcalá de Henares y Guadalajara. Numerosos camiones italianos habían quedado atascados a lo largo de la N-II, por lo que se convirtieron en presa fácil para los "Natachas" que atacaban en vuelo rasante. Esta batalla significó un importante triunfo para los republicanos y especialmente para su aviación.
Unos meses después el ejército republicano emprendió una importante ofensiva cerca del Frente de Madrid, que pretendía cercar a las unidades franquistas que cercaban la capital. Para aquella operación concentraron a una fuerza de 140 -200 aviones, además de abundante artillería y carros de combate. Los combates comenzaron al amanecer del 6 de julio, cuando la 11.ª División del comandante Líster sobrepasó las líneas franquistas y alcanzó Brunete al cabo de unas horas, a la que se unieron otras localidades en los siguientes días como Villanueva de la Cañada, Quijorna o Villanueva del Pardillo. La aviación también se mostró muy activa: El día 8 el yugoslavo Boško Petrović derribó el primer Messerschmitt Bf 109 en la historia. La ofensiva de la República pronto encontró una fuerte oposición, además de la llegada de la Legión Cóndor. El 25 de julio las operaciones militares finalizan tras la reconquista franquista de Brunete. Los republicanos sufrieron numerosas bajas, así como importantes pérdidas materiales con alrededor de 100 aparatos destruidos, frente a los 23 que han perdido los sublevados y sus aliados.
En agosto las unidades republicanas se trasladaron al Frente de Aragón para emprender allí nuevas acciones. El objetivo ahora era Zaragoza, capital de Aragón e importante nudo de comunicaciones, que además se hallaba mal defendida como el resto del frente sublevado en esta zona. Lo cierto es que el plan republicano fracasó, puesto que los brigadistas internacionales se acercaron a la ciudad pero no tuvieron fuerza para atacarla, y al final el Ejército Popular se centró en la conquista de Belchite. La aviación republicana centró sus esfuerzos en atacar objetivos en la retaguardia de los sublevados, como bases militares o el bombardeo de Pamplona, Zaragoza o Calatayud en octubre y noviembre. La acción más importante fue el Bombardeo del Aeródromo de Zaragoza. Ataque que se produjo en la madrugada del 15 de octubre, cogiendo totalmente por sorpresa a los pilotos y equipos de tierra. Durante el mismo fueron destruidos 3 Junkers 52, 6 Fiat CR.32, y 3 Heinkel He 46, además de causar graves daños a otros aparatos de la base. Estos últimos ataques preparaban el terreno para una nueva operación del "Ejército Popular", esta vez sobre Teruel. El ataque del ejército republicano se inició el 15 de diciembre y después de dos semanas de duros combates la plaza fue tomada el 7 de enero de 1938, en lo que inicialmente constituyó un gran éxito. Los franquistas enviaron importantes refuerzos para recuperar la ciudad. Los combates aéreos y terrestres continuaron durante enero y febrero, hasta que el 22 de febrero la ciudad volvió a la zona sublevada. La ofensiva franquista continuó en el Frente de Aragón, a la que el Ejército Popular pudo hacer poca oposición. La aviación republicana, que había sufrido un importante desgaste en Teruel, se vio en inferioridad frente al despliegue franquista y de sus aliados germano-italianos. El 15 de abril los requetés navarros alcanzaban la costa mediterránea en Vinaroz (Castellón) y la zona republicana se vio cortada en dos. El final de la contienda ahora parecía estar cerca.

### Hacia la derrota
Tras el corte de la zona republicana, el general Franco impartió órdenes para que comenzara un nuevo avance hacia el Levante, con el objetivo de capturar la resistencia. Sin embargo, estos se encontraron con una resistencia republicana reorganizada y más endurecida que durante los combates en Aragón. Esta resistencia se vio acompañada del envío de más armamento soviético, como fue el caso de los 99 nuevos cazas "Supermoscas". Las FARE obtuvieron un importante éxito defensivo durante los combates en Levante cuando, el 23 de mayo, 3 escuadrillas de "moscas" derribaron 22 aviones franquistas (17 aviones Fiat CR.32 y 2 Savoia S.M. 79).

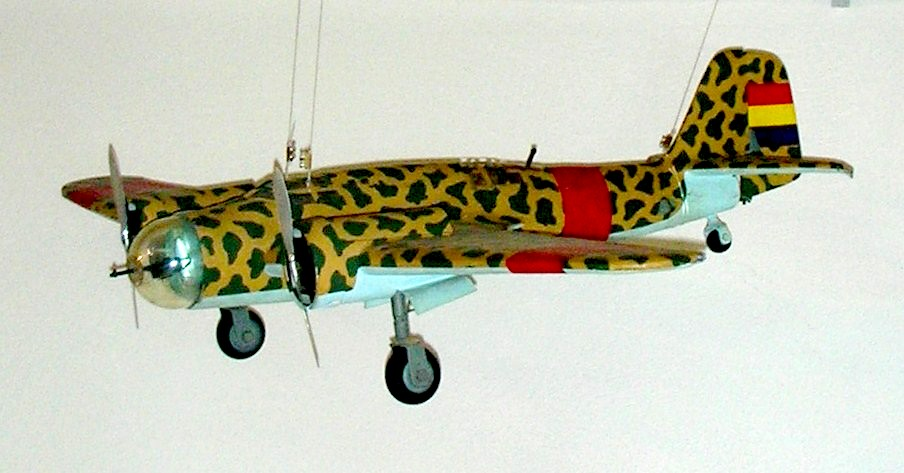
Maqueta a escala de un Tupolev SB-2.

En julio, cuando los combates en Levante se encontraban en su clímax, el Ejército popular lanzó una nueva e importante Ofensiva en el Ebro, que logró sorprender a las tropas del Cuerpo de Ejército Marroquí y adentrarse en sus posiciones. La aviación republicana, sin embargo, tardó varios días en acudir a este sector y cuando lo hizo era demasiado tarde. Los combates en el Ebro continuarán a lo largo del verano y el otoño de 1938. Mientras tanto, los republicanos recibieron una importante llegada de refuerzos aéreos: 12 "supermoscas", 50 "moscas", 50 "chatos" y 24 "Katiuskas". Cuando a mediados de noviembre finalizaron los combates en el Ebro, las FARE habían perdido más de 120 aviones en la batalla y buena parte del resto se encontraban muy desgastados. Esta batalla supuso una sangría para las Fuerzas Armadas republicanas, y también decidió el destino de la República. A pesar de la derrota, a comienzos de diciembre las FARE todavía lanzaron un audaz ataque sorpresa contra el Aeródromo de La Cenia, donde estaban estacionados los aviones de la Legión Cóndor, logrando destruir 7 Messerschmitt Bf 109E recién llegados para el próximo ataque.
A finales de año comenzó la Ofensiva de Cataluña, en la que las Fuerzas aéreas republicanas estuvieron en completa inferioridad desde el comienzo hasta el final. Durante los meses de enero y febrero de 1939, los ataques a los aeródromos republicanos en la zona serán una práctica sistemática: En el aeródromo de Figueras son destruidos 5 aviones, aunque en el ataque al Aeródromo de Vilajuïga se produce la mayor destrucción con 35 cazas ("Chatos" y "Moscas") y algunos bombarderos "Katiuska".
Tras la caída de Cataluña, a finales de marzo se produce el derrumbe del frente republicano en la zona centro, y paulatinamente irán cayendo las capitales de provincia o fortalezas que todavía resisten. El 1 de abril finalizaba oficialmente la guerra.

## Organización

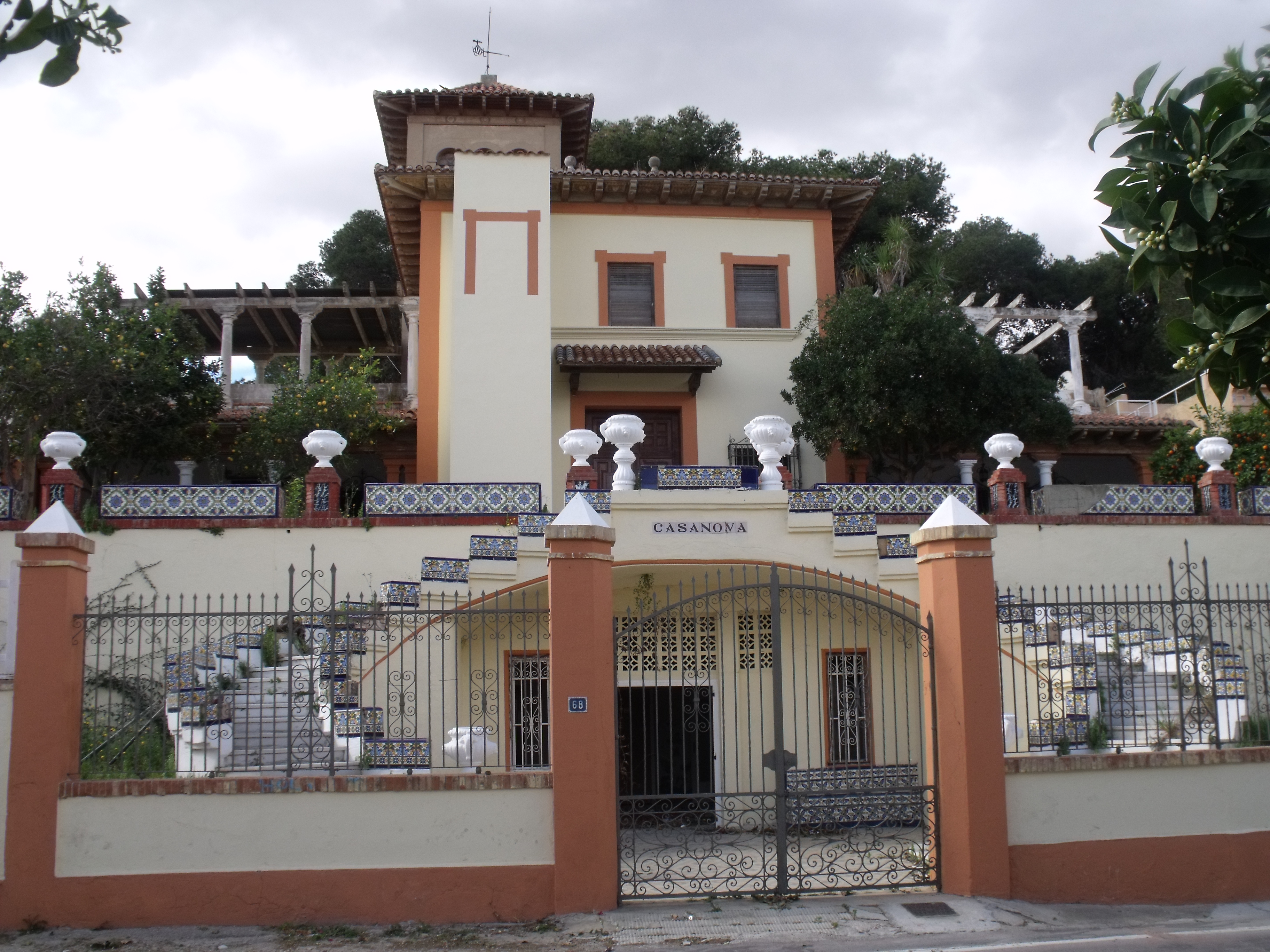
Hospital de las FARE en El Vedat (Torrente), constituido en varios edificios requisados.

Tras el comienzo de la Guerra Civil y la división en dos bandos de la antigua Aeronáutica militar, en septiembre de 1936 los mandos militares de aviación se reorganizaron: el Teniente coronel Antonio Camacho Benítez fue colocado al frente de la nueva Subsecretaría del Aire, mientras que el Teniente coronel Ignacio Hidalgo de Cisneros ostentaba la jefatura de las Fuerzas Aéreas. Para esa época la reforma afectó a la organización interna y la creación de nuevas unidades. 
El 14 de mayo de 1937 las FARE se constituían oficialmente como un Arma independiente del Ejército, y el 8 de enero de 1938 se organizaban como un Ejército independiente en grado de igualdad a los otros dos (Ejército Popular y la Marina de Guerra). Cuando en abril de 1938 se produjo la división en dos de la zona republicana, el Teniente coronel Carlos Núñez Mazas fue nombrado nuevo Subsecretario de Aire para sustituir a Camacho Benítez, que pasaba a dirigir las Fuerzas aéreas en la zona centro-sur.
Originalmente, la Defensa Contra Aeronaves (DCA) había sido una agrupación de artillería antiaérea integrada en el Ejército de Tierra. Con la reforma orgánica de 1936, esta quedó integrada como una sección de las FARE, dependiente del Arma de Aviación, pero en 1938 volvió a separarse y quedar integrada de nuevo en el Ejército de tierra.
Los republicanos también organizaron el establecimiento de varias factorías para la reparación o construcción de algunos aviones, como era el caso de los cazas Polikarpov I-15 "Chato". Hacia el verano de 1937 ya se habían organizado varias factorías en la retaguardia republicana, aunque todavía tardaron unos meses en entrar en pleno funcionamiento. Para la primavera de 1938 ya estaban siendo entregados los "Chatos" producidos en las factorías de Sabadell, Reus y Rabasa. En la fábrica de la Rabasa se comenzó la fabricación de algunos cazas "Mosca" sin licencia, pero al final de la guerra solo había 20 aparatos que estaban en distintas fases de fabricación.

## Estructura orgánica
Este es el organigrama de organización básico de las Fuerzas Aéreas republicanas coincidiendo con el momento de su creación, con el esquema originario con fecha de mayo de 1937. Dependiendo todas ellas del Ministerio de Marina y Aire, la fuerza básica se dividía en dos ramas: el Arma de Aviación y la Subsecretaría de Aviación.

### Dependientes delArma de Aviación

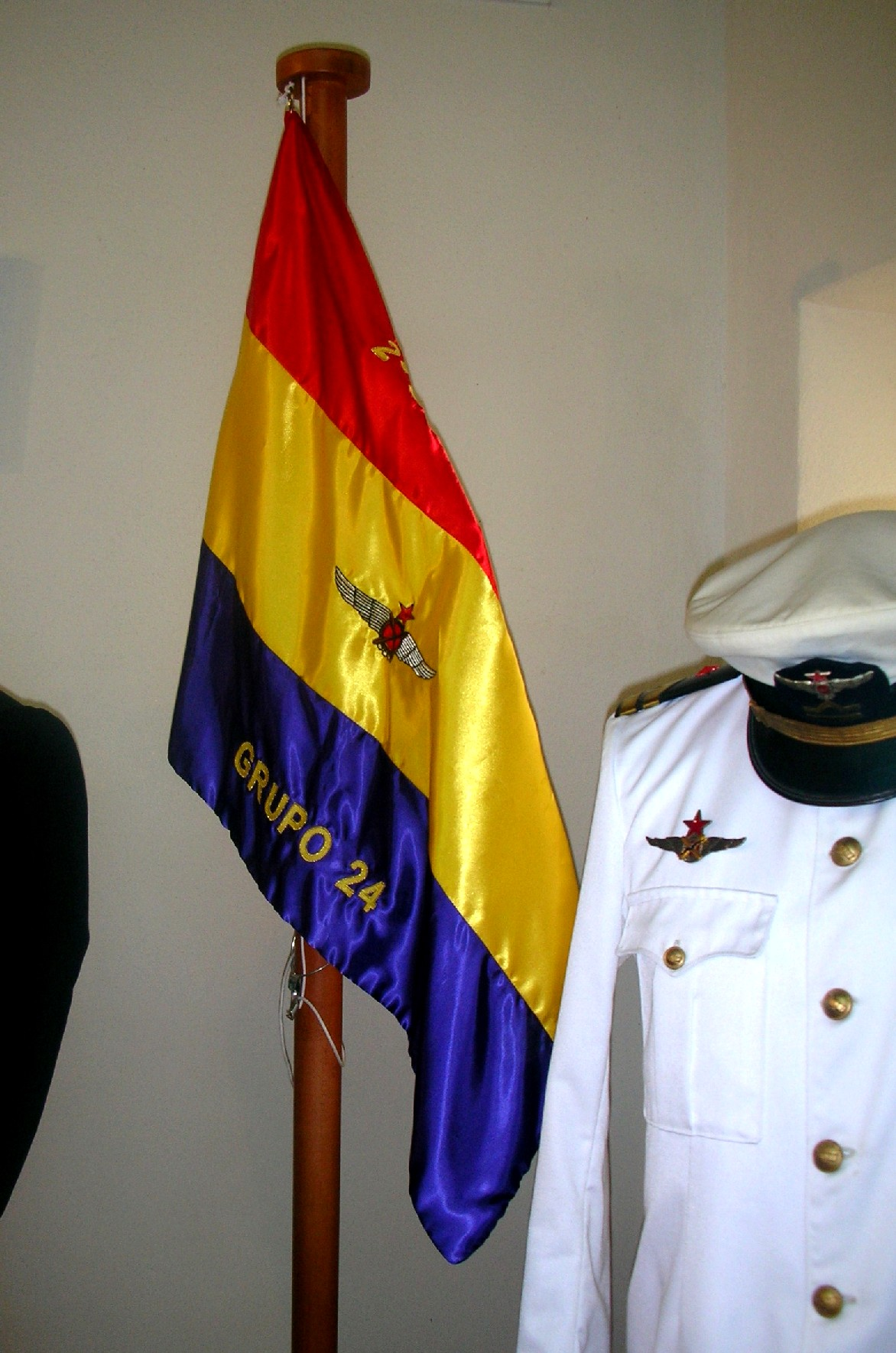
Estandarte de la 2.ª Escuadrilla del 24.º Grupo, en el Museo de la Cenia.

Dependiendo del arma de aviación se encontraban no solo las unidades militares y el Estado Mayor, sino también los equipos de tierra, mecánicos, aeródromos, y los Servicios de Instrucción.
A la cabeza de toda la organización se encontraba el Estado Mayor de las Fuerzas Aéreas, cuya jefatura militar era ostentada por el general Hidalgo de Cisneros, que de facto también lo era sobre toda la aviación republicana desde septiembre de 1936. El cuartel general se encontraba en el Aeródromo de Los Llanos, que fue sede de la jefatura de las FARE desde noviembre de 1936 hasta abril de 1938, cuando la zona republicana quedó dividida en dos. De esta dependía la Escuadrilla de Enlace de Estado Mayor, encargada de las comunicaciones y el transporte de todo el equipo del Estado Mayor aéreo. Las unidades aéreas estaban organizas así:
Escuadra nº 11 de Caza,
- Grupo 21: Compuesto de 1-7 escuadrillas, con 210 Polikarpov I-16 "Moscas".
- Grupo 26: Compuesto de 1-4 escuadrillas, con 120 Polikarpov I-15 "Chatos".
- Grupo Independiente nº 28: Compuesto solo por 30 GE-23 Delfín (1938).
- Escuadrilla de Defensa de Costas.
- Escuadrilla de Caza Nocturna, compuesta por "Chatos".

Escuadra nº 5 de Bombardeo,
- Grupo 24: Compuesto de 1-4 escuadrillas, con 120 aparatos Tupolev SB-2 "Katiuska" y otros modelos.
- Grupo 30: Compuesto de 1-4 escuadrillas, con 120 aparatos Polikarpov R-Z "Natacha" y otros modelos.
- Escuadrilla de Bombardeo Nocturno: Compuesta por 30 aparatos, en su mayoría Polikarpov R-5 "Rasante".

Escuadra nº 7,
- Grupo 71: Compuesto por 2 escuadrillas (60 aparatos).
- Grupo 72: Compuesto por 2 escuadrillas (60 aparatos).

Fuerzas Aéreas del Norte,
- Escuadrilla de Moscas.
- Escuadrilla de Chatos.

En otra instancia se encontraban los Servicios de Instrucción, encargados del adiestramiento del personal tanto de tierra como de las unidades aéreas. Sus bases y centros se encontraban diseminados por distintos puntos de la zona republicana:
- La Escuela de Vuelo de Alta Velocidad, en la base de El Carmolí (Murcia).
- La Escuela de bombardeo, ubicada en las bases de Santiago de la Ribera y Los Alcázares (Murcia).
- La Escuela de polimotores, situada también en Santiago de la Ribera y Los Alcázares, al igual que la anterior.
- La Escuela de mecánicos situada en Godella (Valencia).
- La Escuela de Armeros situada en Santiago de la Ribera (Murcia).
- La Escuela de Radiotelegrafistas situada en Santiago de la Ribera (Murcia) y luego en San Fausto de Campcentellas (Barcelona).

### Dependientes de la Subsecretaría de Aviación
Dependiendo de esta se encontraba el Servicio de Aviación y Fabricación (SAF), la organización técnica encargada de la fabricación y mantenimiento del equipo aéreo de las FARE. A su vez se dividió en varias secciones:
- SAF-1: Factoría de Hispano-Suiza (Guadalajara), posteriormente trasladada a Rabasa (Alicante). Se construyen varios E-30.
- SAF-2: Situada en distintos centros de Murcia, Alcantarilla (Murcia) y El Palmar (Murcia). Encargados de la reparación de aviones y fabricación de repuestos.
- SAF-3: La antigua factoría de CASA en Getafe, posteriormente trasladada a Reus (Tarragona). Encargada del montaje de I-15.
- SAF-4: Talleres en Elche (Alicante) encargados de la reparación de motores de aviación.
- SAF-5: La antigua factoría de AISA, trasladada a Rabasa (Alicante). Se construyeron varios Gil-Pazó y posteriormente se dedicó al montaje de I-15.
- SAF-6: Dos talleres, uno situado en Elda y otro en Petrel (Alicante), especializados en la reparación y construcción de hélices.
- SAF-8: Antigua Elizalde S.A de Barcelona, encargada de la fabricación y reparación de motores de aviación.
- SAF-9: Factoría de Hispano-Suiza en Barcelona, encargada de fabricación de motores de avión y camiones. También se dedicó a la fabricación de municiones para la aviación.
- SAF-10: Rubí (Barcelona), encargados de la reparación de instrumentos de vuelo a bordo.
- SAF-11: San Sadurní de Noya (Barcelona), dedicados al torneado de piezas.
- SAF-12: Sardañola del Vallés (Barcelona), estaba dedicada a la reparación de hélices.
- SAF-14: Talleres de la Aeronáutica Naval en Barcelona.
- SAF-15: Surgida como resultado de la unificación de las SAF 1 y 5 en Rabasa (Alicante). Construía  Fokker C.X,  Fokker D.XXI y Polikarpov I-15 y  I-16. Pero para evitar bombardeos sus talleres fueron trasladados y distribuidos por varias localidades de la provincia de Alicante: San Vicente, Agost, Monóvar, Busot, Santa Faz y Onil. En esta última localidad eran ensamblados los aviones y entregados en su aeródromo.
- SAF-3/16: Surgida como resultado de la unificación de las SAF 3 y 16 para la construcción de I-15.
- SAF-16: Talleres de la Aeronáutica Naval en Barcelona, más tarde trasladada a Sabadell (Barcelona); Dedicada a la fabricación de componentes y motores del I-15.
- SAF-22: Talleres de Los Alcázares (Murcia).
- SAF-24: Vich (Barcelona), dedicada montaje y mantenimiento de los I-15.
- SAF-25: Bañolas (Gerona), dedicada. montaje y mantenimiento de los I-15.
- SAF-26: Cabanas (Gerona), dedicada al montaje y mantenimiento de los I-15.
- SAF-27: Celrá (Gerona), dedicada al montaje y mantenimiento de los I-15.
- SAF-28: Granollers (Barcelona), dedicada a la reparación y prueba de motores. También a la fabricación de juntas de fuselaje.

## Aeronaves utilizadas

### Códigos de identificación

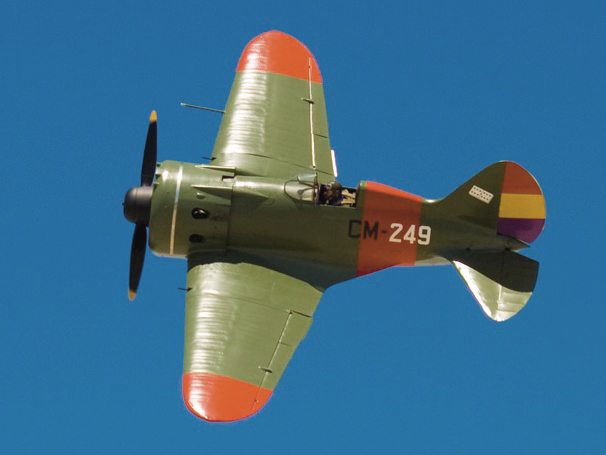
Polikarpov I-16 Tipo 10 «Mosca» durante una exhibición aérea. Se puede observar la matrícula CM-249.

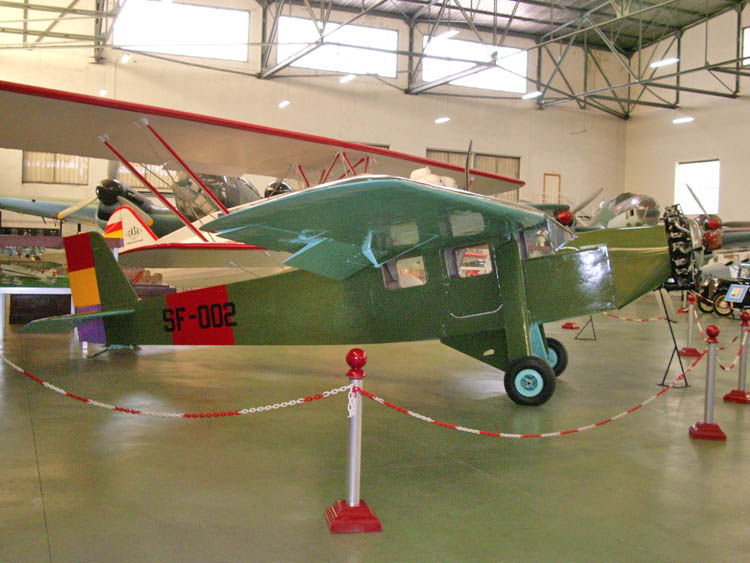
Farman F 402, bajo la matrícula SF-002.

Con el fraccionamiento de la antigua Aeronáutica Militar tras el estallido de la Guerra Civil, hubo que improvisar un nuevo sistema de identificación para la aviación gubernamental. Los códigos de identificación de la FARE se basan en el sistema utilizado por la Aeronáutica Naval antes de la guerra: estos consistían en un código de dos letras seguido por un número individual de forma secuencial. La primera letra del código indica la función de la aeronave y la segunda letra identifica el modelo en particular, mientras la segunda letra se deriva generalmente del nombre de los fabricantes de aeronaves o su apodo. Por ejemplo, los códigos de identificación AD-013 fue para el GE-23 Delfín nº 13 del que lo identifican como un avión de asalto (A) y Delfín (D) que era su apodo.
Los aviones, especialmente los tipos ruso, suministrados en cantidades relativamente grandes (como los Polikarpov I-16 Mosca y Tupolev SB-2 Katiuska), a menudo tenían un número para identificarlos dentro de su Grupo, a menudo pintado en la aleta de la cola o timón. Una aparato con matrícula civil comprado u obtenido por los republicanos a menudo mantenía los códigos civiles de su país de origen.
La primera letra se le asignaba al avión siguiendo el siguiente esquema:
- A (Asalto).[nota 3]
- B (Bombardero)
- C (Caza)
- E (Enseñanza)
- F (Avión capturado)
- H (Hidroavión)
- L (Bombardero Ligero)
- R (Reconocimiento)
- S (Sanitario)
- T (Transporte)
- X (Avión anfibio).[nota 4]

## Bases aéreas, aeródromos y acuartelamientos

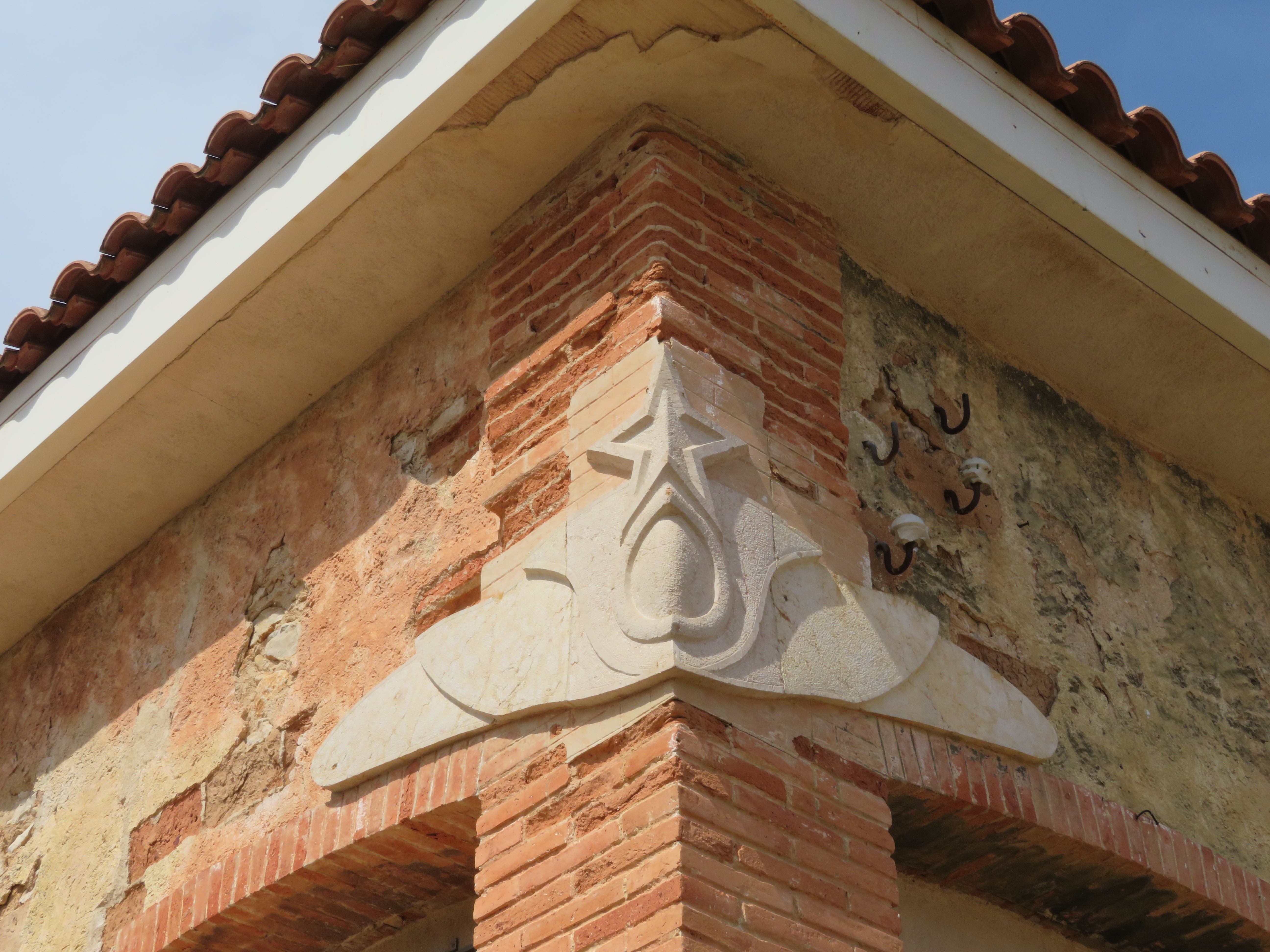
Emblema de las Fuerzas Aéreas de la República Española (1936-1939)

La aviación republicana mantuvo una serie de aeródromos y Bases Aéreas en las que dispuso tanto sus formaciones como sus equipos de tierra. Los principales al inicio de la guerra fueron, tanto de carácter militar como civil, los aeródromos de Los Llanos (Albacete), San Javier y Los Alcázares (Murcia), Barajas (Madrid) y Barcelona. En la zona de Madrid destacaban por encina de Barajas las bases aéreas de Getafe y Cuatro Vientos, pero a comienzos de la Batalla de Madrid (noviembre de 1936) ya habían caído en manos de las tropas sublevadas, lo que provocó que Barajas se convirtiera en la principal Base aérea de Madrid, contando con el apoyo otros aeródromos como el de Guadalajara de la factoría Hispano-Suiza; Por su parte el de Los Llanos se convirtió en el Cuartel General de la Aviación republicana.

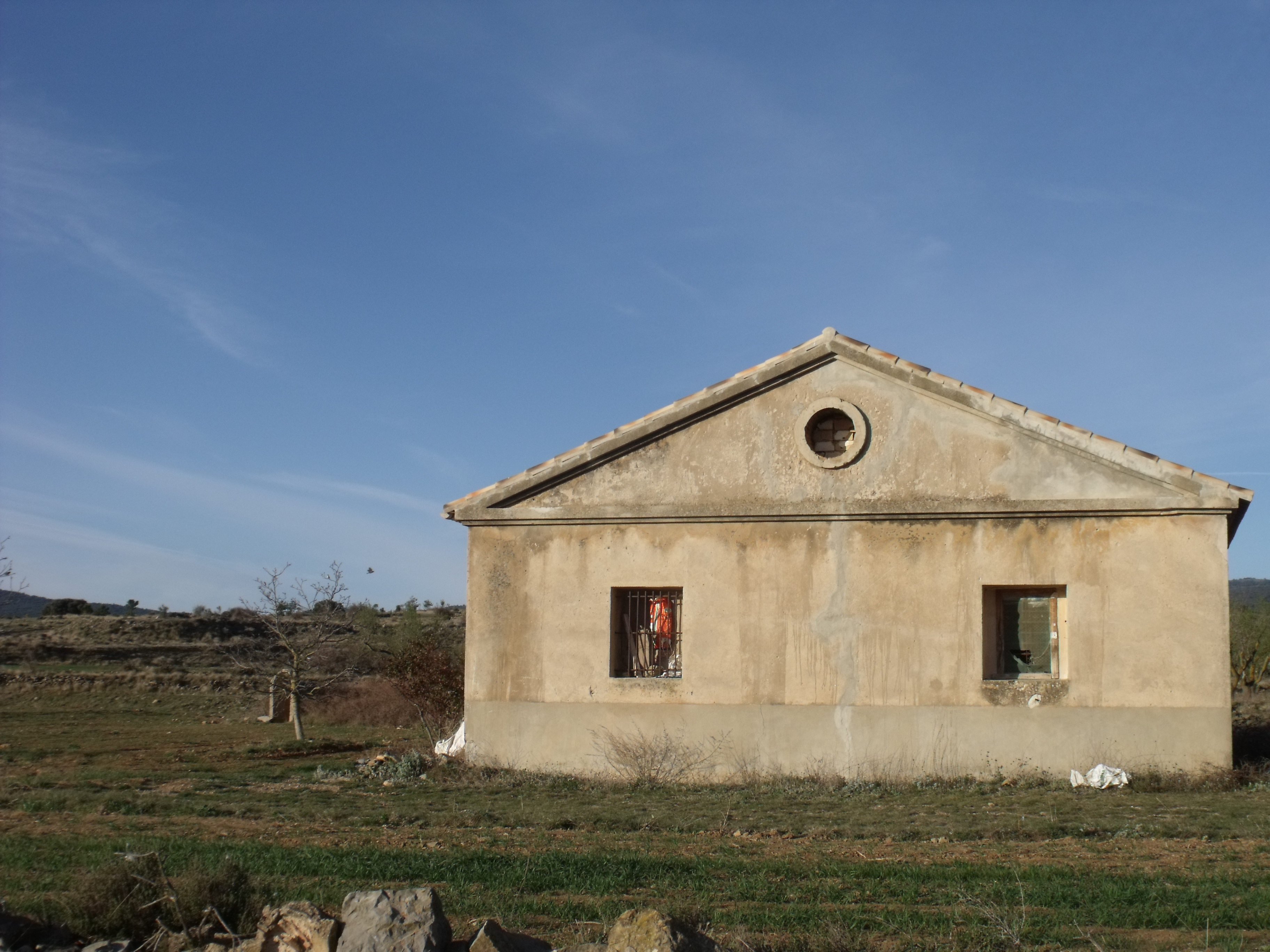
El aeródromo de El Toro sirvió al frente de Teruel. Sus instalaciones consistían en edificios agrícolas reaprovechados.

A medida que fue avanzando la contienda, los republicanos incrementaron el número de aeródromos con el objetivo de dispersar los posibles ataques enemigos. A partir del invierno de 1937 los republicanos se limitaron a establecer una escuadrilla por aeródromo como máximo.
Otras bases áreas de importancia fueron las de Sabadell (Barcelona) o la de Reus (Tarragona); Ambos campos de aviación ya existían antes del estallido de la guerra pero sus instalaciones fueron modificadas e incrementadas considerablemente por la labor de ingenieros soviéticos (como ocurrió en el caso de Reus). Estos dos se convirtieron en los principales aeródromos republicanos de Cataluña, si bien disponían de otros de apoyo en la zona del Ampurdán (Gerona) como los campos de aviación de Vilajuiga o Vilabertran (Figueras Norte) muy utilizados en los últimos días de la Campaña de Cataluña. Otras bases que son de destacar fueron los Aeródromos civiles de Manises (Valencia) o el de Bilbao (Vizcaya), también muy empleado durante la Campaña de Vizcaya.

## Divisas
| España (1936-1937) |         |                  |                  |         |          |         |          |      |         |
| General            | Coronel | Teniente coronel | Comandante/mayor | Capitán | Teniente |         | Sargento | Cabo | Soldado |
| España (1938-1939) |         |                  |                  |         |          |         |          |      |         |
|                    | Coronel | Teniente coronel | Comandante/mayor | Capitán | Teniente | Alférez |          |      |         |

## Ases de la aviación republicana
| Nombre                        | País            | Servicios                                                                | Derribos | Observaciones |
| ----------------------------- | --------------- | ------------------------------------------------------------------------ | -------- | --- |
| Lev L. Shestakov              | Unión Soviética | 4.ª Escuadrilla de Moscas                                                | 39       | Su número de derribos podría ser 42. |
| Sergei I. Gritsevets          | Unión Soviética | 5.ª Escuadrilla de Caza                                                  | 30       | Alias "Sergio", murió al comienzo de la II GM. |
| José María Bravo Fernández    | España          | 1.ª & 3.ª Escuadrilla de Caza                                            | 23       | Llegó a ser Comandante de la 3.ª Escuadrilla de Caza y del Grupo 21. Exiliado en la URSS, participó en la II GM con la VVS.                                                            |
| Manuel Zarauza Clavero        | España          | 3.ª & 4.ª Escuadrilla de Caza                                            | 23       | Reputado por ser el piloto de Moscas con más experiencia. Exiliado en la URSS y muerto en acción sobre Bakú el 12 de octubre de 1942.                                                  |
| Leopoldo Morquillas Rubio     | España          | 3.ª & 2.ª Escuadrilla de Caza                                            | 21       | También participó en la Escuadrilla Vasca |
| Pavel Vasilievich Rychagov    | Unión Soviética | 1.ª Escuadrilla de Chatos                                                | 20       | Alias "Pablo Palancar". Arrestado y ejecutado en la purga de Stalin de 1941. |
| Anatol Serov                  | Unión Soviética | 1.ª Escuadrilla de Chatos                                                | 16       | Alias "Mateo Rodrigo". Estableció la Escuadrilla Vuelo Nocturno, de caza nocturna. |
| Vladimir Bobrov               | Unión Soviética |                                                                          | 13       | Voló en más de 100 misiones de combate. |
| Andrés García La Calle        | España          | 1.ª Escuadrilla de Chatos                                                | 11       | Comandante supremo de los Cazas republicanos (diciembre de 1938). |
| Manuel Aguirre López          | España          | 1.ª Escuadrilla, Grupo 21                                                | 11       | También actuó en la 3.ª Escuadrilla de Moscas |
| Abel Guidez                   | Francia         | Escuadrilla España                                                       | 10       | |
| Juan Comas Borrás             | España          | 3.ª Escuadrilla de Caza                                                  | 10       | También participó en la Escuadrilla Lacalle y la Escuadrilla Vasca. |
| Emilio Ramírez Bravo          | España          | 4.ª Escuadrilla de Caza                                                  | 10       | También actuó en la Escuadrilla Lacalle. |
| Miguel Zambudio Martínez      | España          | Escuadrilla Vasca                                                        | 10       | También actuó en la 3.ª Escuadrilla de Caza y el Grupo 26. |
| Antonio Arias Arias           | España          | 1.ª, 3.ª & 4.ª Escuadrilla de Caza                                       | 9        | Exiliado en la URSS, Arias luchó en las VVS durante la II Guerra Mundial. Volvería a Madrid hacia 1990.                                                                                |
| Vicente Beltrán Rodrigo       | España          | 1.ª Escuadrilla de Chatos                                                | 9        | También actuó en la 3.ª Escuadrilla y el Grupo 21, derribado en la Batalla del Ebro. Exiliado en la URSS, se unió a las Fuerzas Aéreas Soviéticas. Volvió a España en 1958.            |
| Frank Glasgow Tinker          | Estados Unidos  | 1.ª Escuadrilla de Chatos                                                | 8        | Parte del Escuadrón Yankee |
| Sabino Cortizo Bertolo        | España          | 5.ª & 3.ª Escuadrilla de Caza                                            | 8        | Muerto en acción el 21 de enero de 1939. |
| José Falcó San Martín         | España          | 5.ª & 3.ª Escuadrilla de Caza                                            | 8        | También actuó en la Escuadrilla Vuelo Nocturno. |
| Pavel Agafonov                | Unión Soviética | Escuadrilla Palancar                                                     | 8        | Alias "Ahmed Amba", volvió a la URSS en abril de 1937. |
| Felipe del Río Crespo         | España          | Escuadrilla Vasca                                                        | 7        | También actuó en la Escuadrilla Norte (1937); Muerto en acción el 23 de abril de 1937.                                                                                                 |
| Juan Lario Sánchez            | España          | 4.ª & 2.ª Escuadrilla de Caza                                            | 7        | |
| Jan Ferák                     | Checoslovaquia  | Escuadrilla España                                                       | 7        | Piloto de un Dewoitine D.372. |
| Francisco Meroño Pellicer     | España          | 1.ª & 6.ª Escuadrilla de Caza                                            | 7        | También actuó en la Escuadrilla Norte (1937). |
| Orrin B. Bell                 | Estados Unidos  | 1.ª Escuadrilla de Chatos                                                | 7        | Derribó 7 He 51 sobre el Frente de Córdoba-Granada. |
| Andrés Fierro Menú            | España          | 1.ª Escuadrilla de Chatos                                                | 7        | |
| Francisco Tarazona Torán      | México          | 1.ª & 3.ª Escuadrilla de Caza                                            | 6        | En su autobiografía reclama 8 victorias. |
| José Pascual Santamaria       | España          | 1.ª Escuadrilla de Caza                                                  | 6        | También presente en la Escuadrilla Norte (1937). |
| Ivan Trofimovich Yeryomenko   | Unión Soviética | 1.ª Escuadrilla de Chatos                                                | 6        | Alias "Ramón", "Antonio Aragón" o "Alexandrio". Comandante de la 1.ª Escuadrilla entre mayo y octubre de 1937.                                                                         |
| Evgeny Nikolayevitch Stepanov | Unión Soviética | 1.ª Escuadrilla de Chatos                                                | 6        | Conocido por usar la táctica del Taran. Derribado sobre Ojos Negros y hecho prisionero el 17 de enero de 1938. Volvió a la URSS y luchó en la II GM con las Fuerzas Aéreas Soviéticas. |
| Boško Petrović                | Yugoslavia      | 2.ª Escuadrilla, Grupo 12                                                | 5        | Alias "Fernández García" |
| Rafael Magrina Vidal          | España          | 2.ª Escuadrilla de Caza                                                  | 5        | Muerto en acción el 16 de julio de 1937. |
| Julio Pereiro Peréz           | España          | 2.ª, 4.ª & 5.ª Escuadrilla de Caza                                       | 5        | |
| Harold E. Dahl                | Estados Unidos  | Escuadrilla Lacalle                                                      | 5        | Alias "Rubio". También actuó en la 1.ª Escuadrilla de Caza. |
| Sergei Fyodorovich Tarkhov    | Unión Soviética | 1.ª Escuadrilla de Caza                                                  | 5        | Alias "Capitán Antonio". |
| William Labussière            | Francia         | 1.ª Escuadrilla de Chatos                                                | 5        | También lucharía en la II Guerra Mundial. |
| James Peck                    | Estados Unidos  | 1.ª Escuadrilla de Chatos                                                | 5        | Uno de los pocos Afroamericanos en las FARE. Cuatro de sus victorias no están confirmadas.                                                                                             |
| Albert J. Baumler             | Estados Unidos  | Escuadrilla Tarkhov                                                      | 4        | También presente en la Escuadrilla Lacalle y la 1.ª Escuadrilla de Caza. |
| Benjamin Leider               | Estados Unidos  | Escuadrilla Lacalle                                                      | 3        | Alias "Ben Landon", destacó por ser un verdadero voluntario, rechazando la paga militar de las autoridades republicanas.                                                               |
| Jesús García Herguido         | España          | 1.ª Escuadrilla de Chatos                                                | 3        | Alias "Dimoni Roig". Muerto en acción el 6 de enero de 1937. |
| Manuel Orozco Rovira          | España          | 4.ª Escuadrilla de Chatos                                                | 3        | Ascendido a Teniente el 22 de febrero de 1938. |
| Josip Križaj                  | Yugoslavia      | Escuadrilla España, 2.ª Escuadrilla Lafayette, 1.ª Escuadrilla, grupo 71 | 3        | Alias "José Antonio Galiasso". Fue piloto de un Dewoitine D.371. Sus victorias no están confirmadas.                                                                                   |

Juan Ignacio Pérez Rey  España  4.ª Escuadrilla  de Chatos Sargento Piloto  Muere en San José, Costa Rica 2001